# Liugu
Liugu (kinesiska: 溜姑乡, 溜姑) är en socken i Kina. Den ligger i provinsen Sichuan, i den sydvästra delen av landet, omkring 460 kilometer söder om provinshuvudstaden Chengdu. Antalet invånare är 7 041. Befolkningen består av 3 336 kvinnor och 3 705 män. Barn under 15 år utgör 25,0 %, vuxna 15-64 år 65 %, och äldre över 65 år 9,0 %.
Genomsnittlig årsnederbörd är 898 millimeter. Den regnigaste månaden är juli, med i genomsnitt 197 mm nederbörd, och den torraste är januari, med 6 mm nederbörd.